# Rue de l'Official
La rue de l'Official est une rue piétonnière de l'îlot Saint-Michel dans le quartier du centre à Liège en Belgique.

## Odonymie

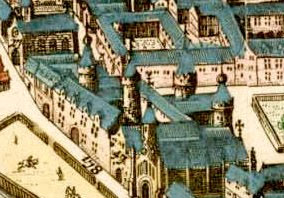
L'official et ses quatre tours en 1627 sur la carte de Julius Milheuser.

À l'époque de la principauté de Liège, l'official désignait le magistrat ecclésiastique et la cour de justice qui relevait de son autorité. Les bâtiments de l'official se trouvaient à l’extrémité de la pointe des bâtiments de l'îlot entourés par la rue Saint-Michel et la rue Joffre.

## Histoire
La rue était à l'origine située entre la place Verte (actuelle rue Joffre) et la place aux Chevaux (actuelle place de la République française), et longeait les bâtiments de l'official, remplacé par un établissement de ventes publiques puis l'hôtel Continental au XIXe siècle, lui-même détruit en 1982.

## Voies adjacentes
- Rue Saint-Pierre
- Place Saint-Michel
- Rue Saint-Michel